# ЕСГРАОН
ЕСГРАОН е абревиатура на Единна система за гражданска регистрация и административно обслужване на населението, създадена през 1977 г. с Постановление №15 на Министерския съвет на Народна република България.
Представлява национална автоматизирана информационна система, която съдържа официални данни за всеки гражданин, разпределени в 21 категории. Поддържа се от Главна дирекция „Гражданска регистрация и административно обслужване“ (ГРАО) на Министерството на регионалното развитие и благоустройството.
Данните в системата се актуализират периодично. Заедно с националните преброявания на населението и на имущественото състояние те са най-достоверните данни за числеността на населението в селищата и другите административни единици (области, общини и общински райони).